# Epidendrum rosilloi
Epidendrum rosilloi är en orkidéart som beskrevs av Eric Hágsater. Epidendrum rosilloi ingår i släktet Epidendrum och familjen orkidéer. Inga underarter finns listade i Catalogue of Life.